# Ammiragliato di Rotterdam

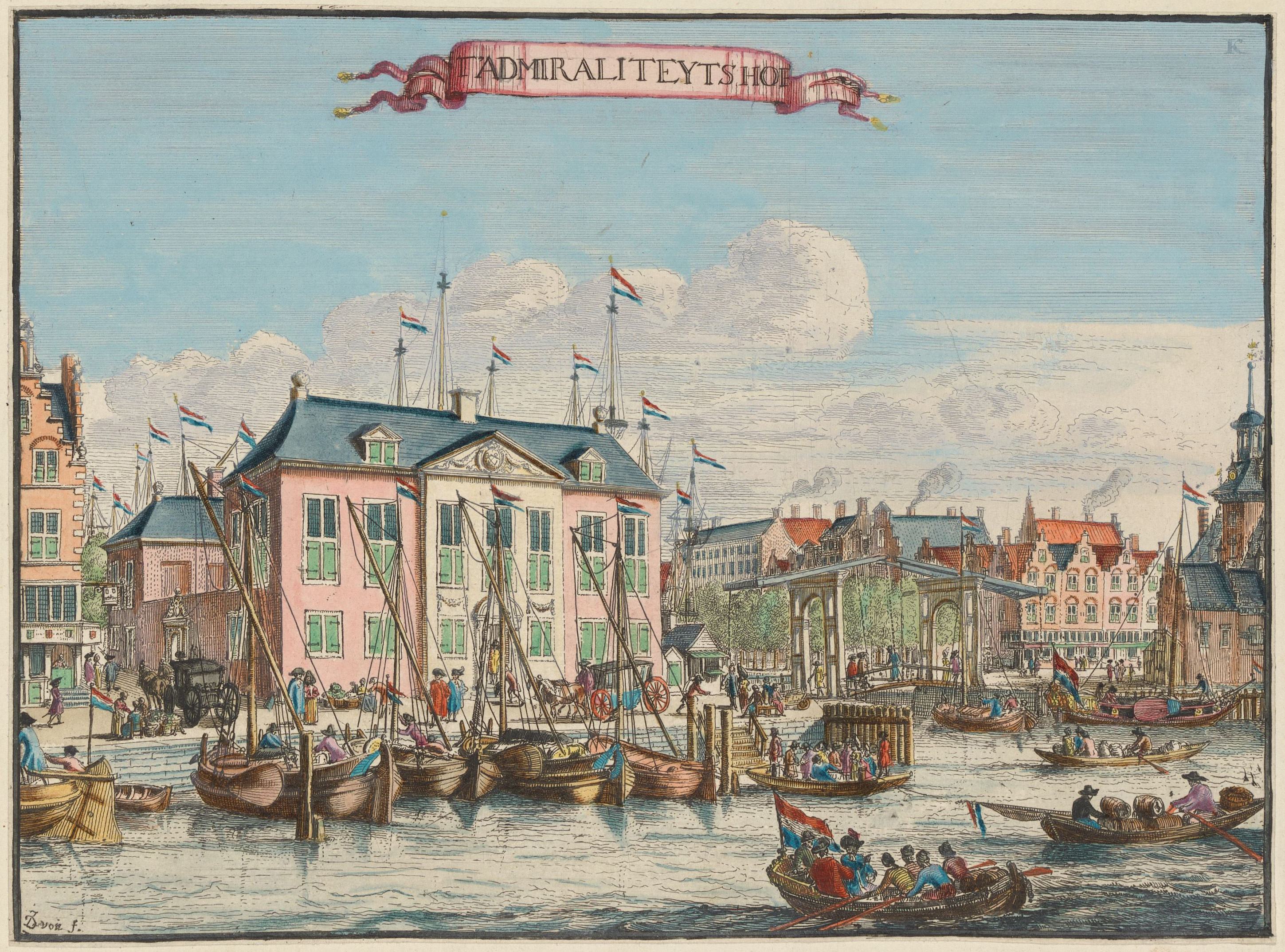
Rappresentazione del Palazzo dell'Ammiragliato (Admiraliteitshof) nel 1694

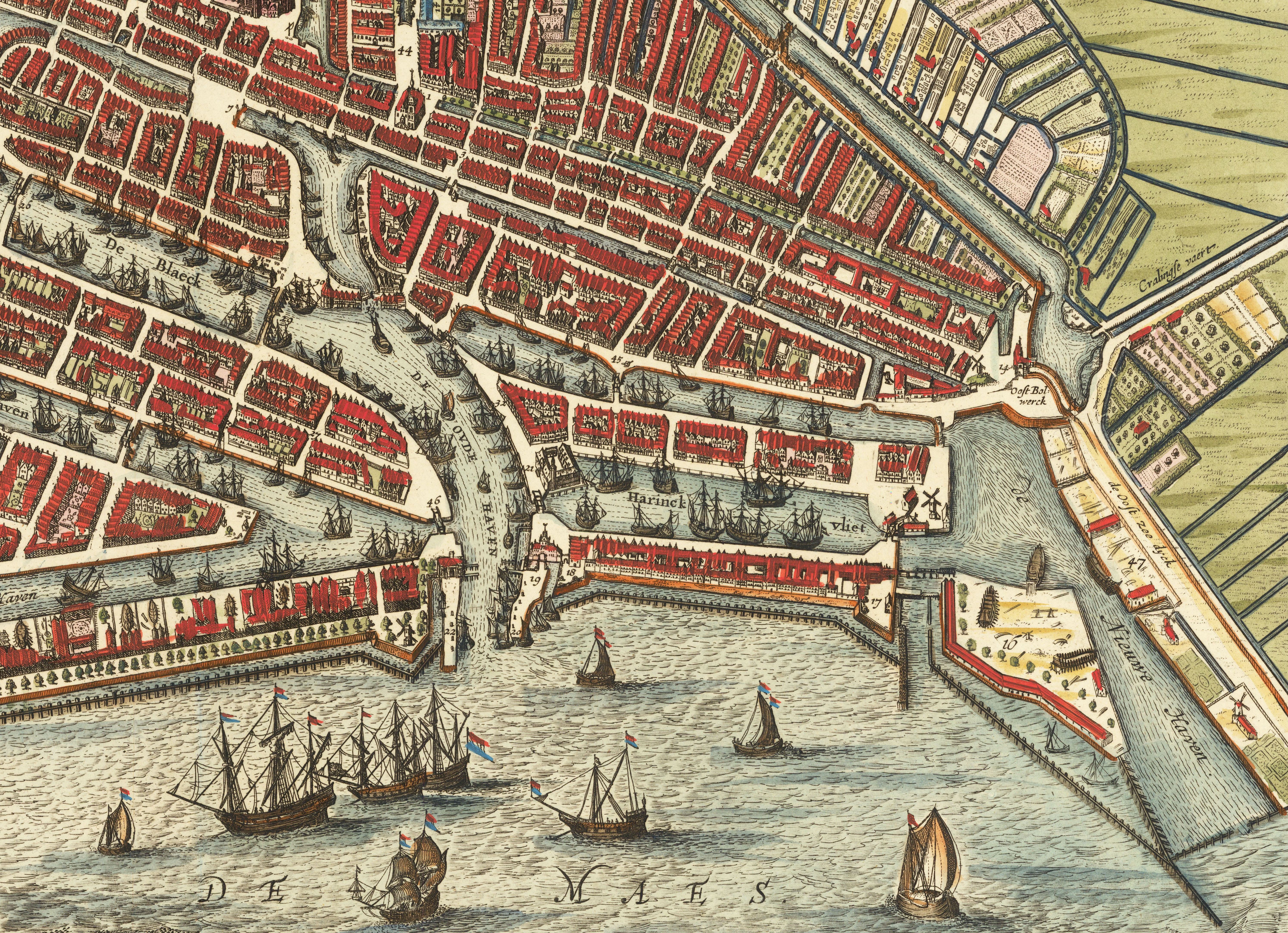
Carta di Haringvliet del 1690

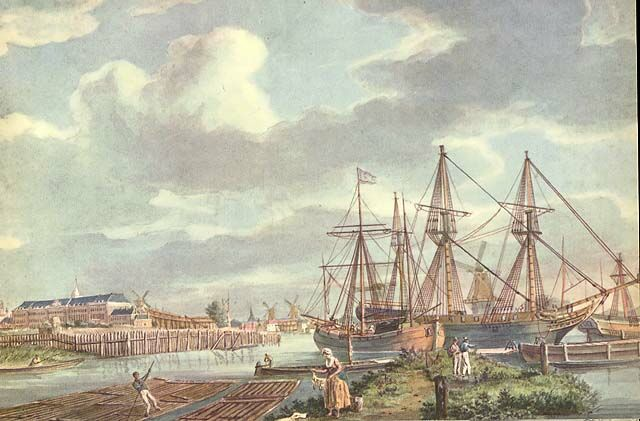
Molo dell'ammiragliato nella baia di Buizengat

L'Ammiragliato di Rotterdam (in olandese: Admiraliteit van Rotterdam) detto anche Ammiragliato della Mosa (Admiraliteit op de Maeze), attivo dal 1574, fu uno dei cinque ammiragliati olandesi al tempo delle Province Unite, i quali erano suddivisi in cinque "collegi".
Fu attivo fino a quando, il 27 febbraio 1795, durante le riforme della Repubblica di Batavia, il "Comitato per gli affari della Marina" (Comité tot de Zaken der Marine) rimpiazzò i vari collegi degli ammiragliati.